# Francesco Antonio Urio
Francesco Antonio Urio (né à Milan vers 1631 et mort après juin 1719 probablement dans la même ville) est un religieux et compositeur italien.

## Biographie
Francesco Urio est membre de l'ordre des Frères mineurs conventuels. 
Il occupe des postes de maître de chapelle dans plusieurs villes d'Italie : à la cathédrale Sainte-Marie-de-l’Assomption de Spolète, à Urbino, à Assise, à Gênes, à la basilique des Saints-Apôtres de Rome, à Milan.
Il compose nombre d'oratorios et d'œuvres de musique religieuse.
Son souvenir reste principalement attaché à celui de Georg Friedrich Haendel qui lui emprunte de nombreux thèmes musicaux, pour un Te Deum, pour des airs de Saül, Israël en Égypte, Giulio Cesare in Egitto ou du Dettingen Te Deum. 